# Prior Lake
Prior Lake est une ville des États-Unis dans l'État du Minnesota ; elle est située à 32 km au sud-ouest du centre de Minneapolis, et voisine de Savage dans le comté de Scott. Elle était peuplée de 22 796 habitants lors du recensement de 2010.